# Country-Musik 1987
Die Liste bietet eine Übersicht über das Jahr 1987 im Genre Country-Musik.

## Ereignisse
- 13. Juni: Randy Travis’ Song Forever and Ever, Amen ist der erste Song seit dem September 1985, der mehr als zwei Wochen auf Platz 1 der Charts verbringt.
- September — Dolly Parton erhält eine eigene Fernsehshow: Dolly. Trotz eines viel versprechenden Starts und hohem Zuschauerinteresse wurde die Show von der Kritik verrissen. Nach einem ständigen Rückgang der Zuschauerzahlen wurde die Serie 1988 eingestellt.[1]

## Top Hits des Jahres

### Jahresendcharts
Dies ist die Top 10 der Year-End-Charts, die vom Billboard-Magazin erhoben wurde.
1. Give Me Wings – Michael Johnson
2. Half Past Forever (Till I'm Blue in the Heart) – T.G. Sheppard
3. What Am I Gonna Do About You – Reba McEntire
4. Fishin' in the Dark – The Nitty Gritty Dirt Band
5. Cry Myself to Sleep – The Judds
6. You Again – The Forester Sisters
7. Somebody Lied – Ricky Van Shelton
8. The Way We Make a Broken Heart – Rosanne Cash
9. It Takes a Little Rain – Oak Ridge Boys

### Nummer-1-Hits
- 10. Januar – Give Me Wings – Michael Johnson
- 17. Januar – What Am I Gonna Do About You – Reba McEntire
- 24. Januar – Cry Myself to Sleep – The Judds
- 31. Januar – You Still Move Me – Dan Seals
- 7. Februar – Leave Me Lonely – Gary Morris
- 14. Februar – How Do I Turn You On – Ronnie Milsap
- 21. Februar – Straight to the Heart – Crystal Gayle
- 28. Februar – Can't Win for Losin' You – Earl Thomas Conley
- 7. März – Mornin' Ride – Lee Greenwood
- 14. März – Baby's Got a New Baby – S-K-O
- 21. März – I'll Still Be Loving You – Restless Heart
- 28. März – Small Town Girl – Steve Wariner
- 4. April – Ocean Front Property – George Strait
- 11. April – You've Got' The Touch Alabama
- 18. April – Kids of the Baby Boom – The Bellamy Brothers
- 25. April – Rose in Paradise – Waylon Jennings
- 2. Mai – Don't Go to Strangerws – T. Graham Brown
- 9. Mai – The Moon Is Still Over Her Shoulder – Michael Johnson
- 16. Mai – To Know Him Is to Love Him – Dolly Parton, Linda Ronstadt und Emmylou Harris
- 23. Mai – Can't Stop My Heart From Loving You – The O’Kanes
- 30. Mai – It Takes a Little Rain (To Make Love Grow) – The Oak Ridge Boys
- 6. Juni – I Will Be There – Dan Seals
- 13. Juni – Forever and Ever, Amen – Randy Travis
- 4. Juli – That Was a Close One – Earl Thomas Conley
- 11. Juli – All My Ex's Live in Texas – George Strait
- 18. Juli – I Know Where I'm Going – The Judds
- 25. Juli – The Weekend – Steve Wariner
- 1. August – Snap Your Fingers – Ronnie Milsap
- 8. August – One Promise Too Late – Reba McEntire
- 15. August – A Long Line of Love – Michael Martin Murphey
- 22. August – Why Does It Have to Be (Wrong or Right) – Restless Heart
- 29. August – Born to Boogie – Hank Williams, Jr.
- 5. September – She's Too Good to Be True ´Exile
- 12. September – Make No Mistake, She's Mine – Kenny Rogers und Ronnie Milsap
- 19. September – This Crazy Love – The Oak Ridge Boys
- 26. September – Three Time Loser – Dan Seals
- 3. Oktober – (I'd Choose) You Again – Forester Sisters
- 10. Oktober – The Way We Make a Broken Heart – Rosanne Cash
- 17. Oktober – Fishin' in the Dark – The Nitty Gritty Dirt Band
- 24. Oktober – Shine, Shine, Shine – Eddy Raven
- 31. Oktober – Right From the Start – Earl Thomas Conley
- 7. November – Am I Blue – George Strait
- 14. November – Maybe Your Baby's Got the Blues – The Judds
- 21. November – I Won't Need You Anymore (Always and Forever) – Randy Travis
- 28. November – Lynda – Steve Wariner
- 5. Dezember – Somebody Lied – Ricky Van Shelton
- 12. Dezember – The Last One to Know – Reba McEntire
- 19. Dezember – Do Ya – K.T. Oslin
- 26. Dezember – Somewhere Tonight – Highway 101

### Weitere Hits
Die Auswahl beschränkt sich auf Songs, die in den Country-Billboard-Charts in die Top 20 gekommen sind.
| US | Single                                         | Künstler                                     |
| -- | ---------------------------------------------- | -------------------------------------------- |
| 7  | 80's Ladies                                    | K. T. Oslin                                  |
| 16 | American Me                                    | S-K-O                                        |
| 4  | Another World                                  | Crystal Gayle and Gary Morris                |
| 2  | Baby's Got a Hold on Me                        | Nitty Gritty Dirt Band                       |
| 4  | The Bed You Made for Me                        | Highway 101                                  |
| 10 | Bonnie Jean (Little Sister)                    | David Lynn Jones                             |
| 9  | Brilliant Conversationalist                    | T. Graham Brown                              |
| 6  | The Carpenter                                  | John Conlee                                  |
| 4  | Chains of Gold                                 | Sweethearts of the Rodeo                     |
| 16 | Changin' Partners                              | Larry Gatlin and the Gatlin Brothers         |
| 13 | Child Support                                  | Barbara Mandrell                             |
| 5  | Cinderella                                     | Vince Gill                                   |
| 10 | Cowboy Man                                     | Lyle Lovett                                  |
| 3  | Crazy from the Heart                           | The Bellamy Brothers                         |
| 4  | Crazy Over You                                 | Foster & Lloyd                               |
| 7  | Crime of Passion                               | Ricky Van Shelton                            |
| 9  | Daddies Need to Grow Up Too                    | The O’Kanes                                  |
| 10 | Deep River Woman                               | Lionel Richie with Alabama                   |
| 4  | Domestic Life                                  | John Conlee                                  |
| 10 | Don’t Be Cruel                                 | The Judds                                    |
| 20 | Don't Touch Me There                           | Charly McClain                               |
| 4  | A Face in the Crowd                            | Michael Martin Murphey and Holly Dunn        |
| 2  | Fallin' for You for Years                      | Conway Twitty                                |
| 8  | Fallin' Out                                    | Waylon Jennings                              |
| 7  | Fire in the Sky                                | Nitty Gritty Dirt Band                       |
| 7  | Forever                                        | The Statler Brothers                         |
| 16 | Full Grown Fool                                | Mickey Gilley                                |
| 7  | Girls Ride Horses Too                          | Judy Rodman                                  |
| 13 | Give Back My Heart                             | Lyle Lovett                                  |
| 18 | God Will                                       | Lyle Lovett                                  |
| 8  | Goodbye's All We've Got Left                   | Steve Earle                                  |
| 10 | Gotta Get Away                                 | Sweethearts of the Rodeo                     |
| 9  | Gotta Have You                                 | Eddie Rabbitt                                |
| 2  | Half Past Forever (Till I'm Blue in the Heart) | T. G. Sheppard                               |
| 6  | The Hand That Rocks the Cradle                 | Glen Campbell (with Steve Wariner)           |
| 10 | Hard Livin‘                                    | Keith Whitley                                |
| 14 | Have I Got Some Blues for You                  | Charley Pride                                |
| 18 | He's Letting Go                                | Baillie & the Boys                           |
| 9  | Homecoming '63                                 | Keith Whitley                                |
| 17 | House of Blue Lights                           | Asleep at the Wheel                          |
| 14 | I Only Wanted You                              | Marie Osmond                                 |
| 2  | I Prefer the Moonlight                         | Kenny Rogers                                 |
| 2  | I Want to Know You Before We Make Love         | Conway Twitty                                |
| 10 | I'll Be the One                                | The Statler Brothers                         |
| 5  | I'll Be Your Baby Tonight                      | Judy Rodman                                  |
| 2  | I'll Come Back as Another Woman                | Tanya Tucker                                 |
| 4  | I'll Never Be in Love Again                    | Don Williams                                 |
| 9  | If There's Any Justice                         | Lee Greenwood                                |
| 31 | It Won't Hurt                                  | Dwight Yoakam                                |
| 8  | It's Only Over for You                         | Tanya Tucker                                 |
| 2  | Julia                                          | Conway Twitty                                |
| 4  | Let the Music Lift You Up                      | Reba McEntire                                |
| 16 | Let's Do Something                             | Vince Gill                                   |
| 7  | Little Sister                                  | Dwight Yoakam                                |
| 8  | Little Ways                                    | Dwight Yoakam                                |
| 10 | Love Can't Ever Get Better Than This           | Ricky Skaggs & Sharon White                  |
| 2  | Love Me Like You Used To                       | Tanya Tucker                                 |
| 6  | Love Reunited                                  | The Desert Rose Band                         |
| 2  | Love Someone Like Me                           | Holly Dunn                                   |
| 6  | Love, You Ain't Seen the Last of Me            | John Schneider                               |
| 11 | Mama's Rockin' Chair                           | John Conlee                                  |
| 4  | Midnight Girl/Sunset Town                      | Sweethearts of the Rodeo                     |
| 19 | No Easy Horses                                 | S-K-B                                        |
| 2  | No Place Like Home                             | Randy Travis                                 |
| 20 | Nowhere Road                                   | Steve Earle                                  |
| 9  | Oh Heart                                       | Baillie & the Boys                           |
| 11 | Old Bridges Burn Slow                          | Billy Joe Royal                              |
| 2  | One for the Money                              | T. G. Sheppard                               |
| 4  | Only When I Love                               | Holly Dunn                                   |
| 9  | Plain Brown Wrapper                            | Gary Morris                                  |
| 3  | Right Hand Man                                 | Eddy Raven                                   |
| 8  | The Right Left Hand                            | George Jones                                 |
| 16 | The Rock and Roll of Love                      | Tom Wopat                                    |
| 6  | Rough and Rowdy Days                           | Waylon Jennings                              |
| 9  | Señorita                                       | Don Williams                                 |
| 4  | She Couldn't Love Me Anymore                   | T. Graham Brown                              |
| 9  | She Thinks That She'll Marry                   | Judy Rodman                                  |
| 5  | Someone                                        | Lee Greenwood                                |
| 20 | Susannah                                       | Tom Wopat                                    |
| 10 | Take the Long Way Home                         | John Schneider                               |
| 4  | Talkin' to the Moon                            | Larry Gatlin & the Gatlin Brothers           |
| 7  | Tar Top                                        | Alabama                                      |
| 3  | Telling Me Lies                                | Dolly Parton, Linda Ronstadt, Emmylou Harris |
| 3  | Then It's Love                                 | Don Williams                                 |
| 5  | Those Memories of You                          | Dolly Parton, Linda Ronstadt, Emmylou Harris |
| 6  | Till I'm Too Old to Die Young                  | Moe Bandy                                    |
| 17 | Time In                                        | The Oak Ridge Boys                           |
| 5  | Too Many Rivers                                | The Forester Sisters                         |
| 6  | Train of Memories                              | Kathy Mattea                                 |
| 2  | Twenty Years Ago                               | Kenny Rogers                                 |
| 9  | What Can I Do with My Heart                    | Juice Newton                                 |
| 20 | When a Woman Cries                             | Janie Fricke                                 |
| 2  | Whiskey, If You Were a Woman                   | Highway 101                                  |
| 15 | Why I Don't Know                               | Lyle Lovett                                  |
| 11 | You Haven't Heard the Last of Me               | Moe Bandy                                    |
| 2  | You're My First Lady                           | T. G. Sheppard                               |
| 3  | You're Never Too Old for Young Love            | Eddy Raven                                   |
| 5  | You're the Power                               | Kathy Mattea                                 |
| 12 | Your Love                                      | Tammy Wynette                                |

### Deutschsprachige Singles
- Die Lady und der Tramp – Truck Stop

## Alben

### Jahres-End-Charts
Dies ist die Top 10 der Year-End-Charts, die vom Billboard-Magazin erhoben wurde.
1. Storms of Life – Randy Travis
2. Ocean Front Property – George Strait
3. Wheels – Restless Heart
4. The Touch – Alabama
5. Guitars, Cadillac etc. etc. – Dwight Yoakam
6. Always & Forever – Randy Travis
7. What Am, I Gona Do About You – Reba McEntire
8. Trio – Dolly Parton, Linda Ronstadt & Emmylou Harris

### Nummer-1-Alben
- 27. Dezember 1986 – The Touch – Alabama
- 24. Januar – What Am I Gonna Do About You – Reba McEntire
- 14. Februar – Ocean Front Property – George Strait
- 21. März – Heartland – The Judds
- 28. Februar – Can't Win for Losin' You – Earl Thomas Conley
- 7. März – Mornin' Ride – Lee Greenwood
- 11. April – Hank Live – Hank Williams, Jr.
- 18. April – Wheels – Restless Heart
- 2. Mai – Trio – Dolly Parton, Linda Ronstadt & Emmylou Harris
- 6. Juni – Hillbily Deluxe – Dwight Yoakam
- 20. Juni – Always & Forever – Randy Travis
- 29. August – Born to Boogie – Hank Williams, Jr.
- 5. September – Always & Forever – Randy Travis
- 7. November – Greatest Hits Volume II – George Strait
- 14. November – Always & Forever – Randy Travis
- 21. November – Just Us – Alabama
- 28. November – Always & Forever – Randy Travis

### Weitere Alben
Die Auswahl beschränkt sich auf Alben, die in den Country-Billboard-Charts in die Top 20 gekommen sind.
| US | Album                            | Artist                  | Record Label |
| -- | -------------------------------- | ----------------------- | ------------ |
| 16 | 10                               | Asleep at the Wheel     | Epic         |
| 14 | 20 Greatest Hits                 | Don Williams            | MCA          |
| 18 | After All This Time              | Charley Pride           | 16th Avenue  |
| 7  | The Best                         | Dan Seals               | Capitol      |
| 8  | Chill Factor                     | Merle Haggard           | Epic         |
| 17 | Come On Joe                      | Jo-El Sonnier           | RCA          |
| 15 | Exit 0                           | Steve Earle & The Dukes | MCA          |
| 2  | Greatest Hits                    | Reba McEntire           | MCA          |
| 19 | Hangin' Tough                    | Waylon Jennings         | MCA          |
| 9  | Harmony                          | Anne Murray             | Capitol      |
| 13 | Heart & Soul                     | Ronnie Milsap           | RCA          |
| 20 | Heartbeat                        | The Oak Ridge Boys      | MCA          |
| 7  | Highway 101                      | Highway 101             | Warner Bros. |
| 14 | Hold On                          | Nitty Gritty Dirt Band  | Warner Bros. |
| 18 | I Prefer the Moonlight           | Kenny Rogers            | RCA          |
| 14 | Island in the Sea                | Willie Nelson           | Columbia     |
| 6  | King's Record Shop               | Rosanne Cash            | Columbia     |
| 3  | The Last One to Know             | Reba McEntire           | MCA          |
| 10 | Love Me Like You Used To         | Tanya Tucker            | Capitol      |
| 9  | Maple Street Memories            | The Statler Brothers    | Mercury      |
| 18 | Rainbow                          | Dolly Parton            | Columbia     |
| 18 | Right Hand Man                   | Eddy Raven              | RCA          |
| 5  | The Royal Treatment              | Billy Joe Royal         | Atlantic     |
| 13 | Shelter from the Night           | Exile                   | Epic         |
| 16 | Somewhere in the Night           | Sawyer Brown            | Capitol/Curb |
| 14 | Too Wild Too Long                | George Jones            | Epic         |
| 11 | Untasted Honey                   | Kathy Mattea            | Mercury      |
| 13 | The Way Back Home                | Vince Gill              | RCA          |
| 14 | Where the Fast Lane Ends         | The Oak Ridge Boys      | MCA          |
| 13 | You Again                        | The Forester Sisters    | Warner Bros. |
| 10 | You Haven't Heard the Last of Me | Moe Bandy               | Curb         |

### Deutschsprachige Alben
- Greatest Hits – Live – Western Union
- Lass rollen, Trucker! – Tom Astor
- Freunde bleiben – Truck Stop
- Eine kleine Dosis Freiheit – Tom Astor
- Viel Herz – D. W. Rogers[5]
- Weit ist der Weg – Freddy Quinn (Kompilation)

## Geboren
- 31. Januar: Tyler Hubbard
- 7. Mai: Russell Dickerson
- 23. Juni: Caitlin Rose
- 16. August: Dan Smyers
- 25. September: Greg Bates
- 17. Oktober: Jameson Rodgers

## Gestorben
- 5. Februar: Dub Adams
- 14. März: Tex Fletcher
- 25. Juni: Boudleaux Bryant
- 27. August: Benny Barnes
- 27. November: Charline Arthur

## Neue Mitglieder der Hall of Fames

### Country Music Hall of Fame
- Rod Brasfield

### Canadian Country Music Hall of Fame
- Lucille Starr

### Nashville Songwriters Hall of Fame
- Roy Orbison
- Sonny Throckmorton

## Bedeutende Auszeichnungen

### Grammy Awards
- Best Country Vocal Performance, Female – Whoever’s In New England – Reba McEntire
- Best Country Vocal Solo Performance, Male – Lost In The Fifties Tonight – Ronnie Milsap
- Best Country Performance By A Duo Or Group With Vocal – Grandpa (Tell Me 'Bout The Good Old Days) – Judds
- Best Country Instrumental Performance (Orchestra, Group Or Soloist) – Raisin' The Dickins – Ricky Skaggs
- Best Country Song – Grandpa (Tell Me 'Bout The Good Old Days) – Jamie O’Hara, Autor[6]

### Juno Awards
- Country Male Vocalist of the Year — Ian Tyson
- Country Female Vocalist of the Year — k.d. lang
- Country Group or Duo of the Year — Prairie Oyster

### Academy of Country Music Awards
- Entertainer of The Year – Hank Williams Jr.
- Song The Year – On The Other Hand – Randy Travis – Paul Overstreet, Don Schlitz
- Single of The Year – On The Other Hand – Randy Travis
- Album of The Year – Storms of Life – Randy Travis
- Top Male Vocalist – Randy Travis
- Top Female Vocalist – Reba McEntire
- Top Vocal Duo – The Judds
- Top Vocal Group – Forester Sisters
- Top New Male Vocalist – Dwight Yoakam
- Top New Female Vocalist – Holly Dunn
- Video of The Year – Whoever's In New England – Reba McEntire (Regisseur: Jeff Schock and Jon Small)

### ARIA Awards
- Best Country Album - Mallee Boy (John Williamson)

### Canadian Country Music Association
- Entertainer of the Year — k.d. lang
- Male Artist of the Year — Ian Tyson
- Female Artist of the Year — Anita Perras
- Group of the Year — Family Brown
- SOCAN Song of the Year — Heroes Gary Fjellgaard (Performer: Mercey Brothers)
- Single of the Year — Navajo Rug, Ian Tyson
- Album of the Year — Cowboyography, Ian Tyson
- Top Selling Album — Storms of Life, Randy Travis
- Vista Rising Star Award — k.d. lang
- Duo of the Year — Anita Perras and Tim Taylor

### Country Music Association Awards
- Instrumentalist of the Year – Johnny Gimble
- Entertainer of the Year – Hank Williams, Jr.
- Male Vocalist of the Year – Randy Travis
- Female Vocalist of the Year – Reba McEntire
- Horizon Award – Holly Dunn
- Vocal Group of the Year – The Judds
- Vocal Duo of the Year – Ricky Skaggs und Sharon White
- Album of the Year – Always & Forever – Randy Travis
- Song of the Year – Forever And Ever, Amen – Autoren: Paul Overstreet und Don Schlitz
- Single of the Year – Forever And Ever, Amen – Randy Travis
- Music Video of the Year – My Name is Bocephus – Hank Williams, Jr. (Regisseur: Bill Fishman und Preacher Ewing)

### American Music Awards
- Favorite Country Male Artist – Willie Nelson
- Favorite Country Female Artist – Barbara Mandrell
- Favorite Country Band/Duo/Group – Alabama
- Favorite Country Album – Greatest Hits – Alabama
- Favorite Country Song – Grandpa (Tell Me ’Bout the Good Ol’ Days) – The Judds
- Favorite Country Video – Grandpa (Tell Me ’Bout the Good Ol’ Days) – The Judds
- Favorite Country Male Video Artist – George Jones
- Favorite Country Female Video Artist – Reba McEntire
- Favorite Country Band/Duo/Group Video Artist – Alabama